# Dunkle Zweizahnbiene
Dunkle Zweizahnbiene (Aglaoapis tridentata, Synonym Dioxys tridentata) ist eine solitäre Wildbienenart der Gattung Aglaoapis. Die Art wurde erstmals 1848 von William Nylander beschrieben.

## Aussehen
Die Biene ist schwarz, etwa 8–10 mm lang und mit spärlicher Behaarung. Der hintere Rand des Thorax hat drei nach hinten gerichtete Vorsprünge, die der Art den Namen geben (tridenta – drei Zähne).

## Lebensraum
Die Biene lebt auf trockenen, blütenreichen Böden wie Sand- und Kiesgruben und kiesdominierten Alvarböden. Die Biene kann zwischen Mitte Juni und Ende August entdeckt werden. Sie ernährt sich von Korbblütlern wie Skabiosen-Flockenblume und Färberkamille oder Lippenblütlern wie Sand-Thymian.

### Fortpflanzung
Die Zweizahnbiene ist ein Brutparasit. Das Weibchen legt ihre Eier in die Nester von Mauerbienen wie zum Beispiel aus der Gattung Trachusa, der Mörtelbienen oder der Osmia. Nach dem Schlüpfen frisst die Larve der Zweizahnbiene die Larven der Wirtsart und lebt von den Vorräten, die für diese gesammelt wurden. Die Larve ist hierfür mit kräftigen Kiefern ausgestattet, welchen sie aber bei weiteren Häutungen verliert.

## Verbreitung
Die Biene kommt hauptsächlichen in Süd- und Mitteleuropa vor. Die Südgrenze ist Griechenland und Spanien. Im Norden endet ihr Verbreitungsgebiet in Schweden (Södermanland und Öland). Früher kam sie auch in den schwedischen Provinzen Skåne län, Blekinge und Uppland vor. Seit 2010 wird die Art auf der Roten Liste von Finnland als national ausgestorben geführt. In Deutschland gilt sie als stark gefährdet.